# 伦纳特·贝耶林
伦纳特·贝耶林（瑞典語：Lennart Bergelin，1925年6月10日—2008年11月4日），瑞典男子网球运动员。他曾获得1948年法国网球公开赛男子双打冠军。他于2008年在斯德哥尔摩去世。